# X Парный легион
Легион X «Гемина» (лат. Legio X Gemina Pia VI Fidelis VI Domitiana Antoniniana, Gordiana, Deciana, Floriana, Cariniana, Maximiniana) — римский легион, сформированный Юлием Цезарем в 58 году до н. э. Просуществовал до начала V века. Символ легиона — бык.

## Основание

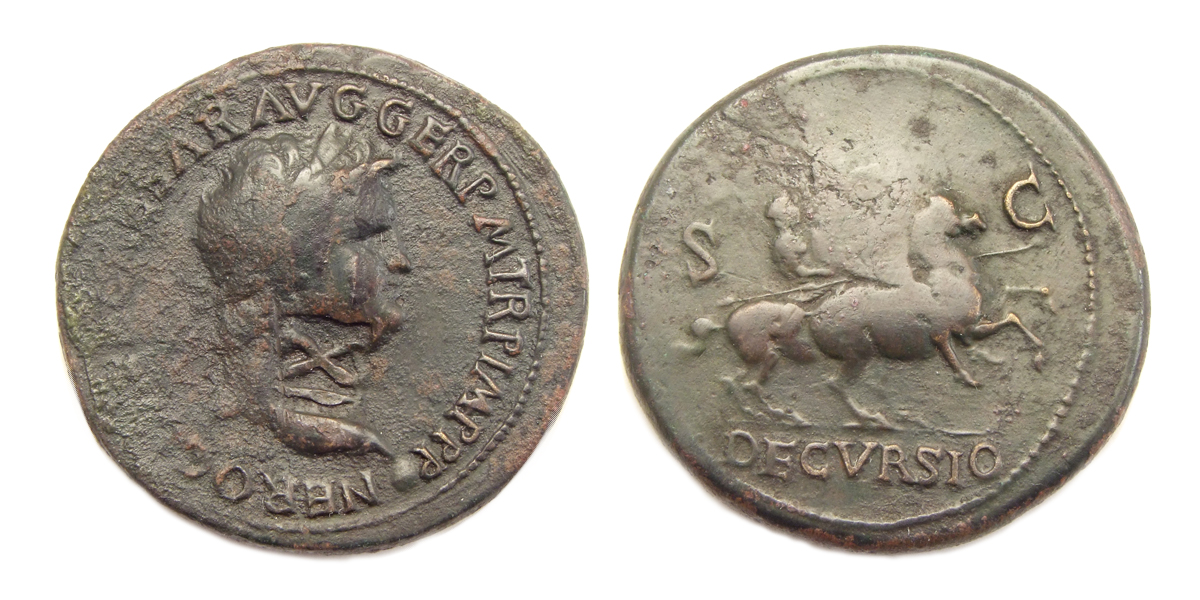
Сестерций с отметкой X легиона времён императора Нерона.

Сформирован Юлием Цезарем в 58 году до н. э. для вторжения в Галлию. Один из старейших легионов империи. При формировании получил наименование Equestris («Всадник»), что связано с эпизодом Галльской войны, когда Цезарь, не вполне доверяя союзной галльской коннице, приказал галльским конникам спешиться и использовал солдат X легиона в качестве всадников.

## Боевой путь
Первым сражением, в котором участвовал легион, была битва на Сабисе (совр. река Самбре, Фландрия, Франция — Бельгия) в начале 57 году до н. э, в которой войска Цезаря выступили против троекратно превышающих их сил нервиев. Битва закончилась блестящей победой римлян.
В 55 году до н. э. высаживается с Цезарем в Британии.
В 52 году до н. э. сражается против Верцингеторикса и участвует в осаде Герговии (совр. Клермон-Ферран, Франция).
Во время гражданской войны сражается на стороне Цезаря в битве при Иллерде (Испания), в битве при Диррахии (совр. Дуррес, Албания) и при Фарсале (совр. Фарсала, Греция), а также в битве при Мунде (недалеко от совр. Осуна, Испания), произошедшей 17 марта 45 года до н. э.
После окончания гражданской войны с Помпеем, Цезарь распускает легион, расселив его ветеранов в окрестностях Нарбонензиса (совр. Нарбонна, Франция) в Южной Галлии.
Легион был возрождён Лепидом под прежним когноменом Equestris зимой 44/43 годов до н. э. для участия в гражданской войне против Брута и Кассия на стороне второго триумвирата.
В 42 году до н. э. принимает участие в битве при Филиппах в Македонии. После завершения войны легион остаётся под командованием Марка Антония и принимает участие в его кампаниях против парфян и вторжении в Армению в 36 — 34 годах до н. э..
В 31 году до н. э. принимает участие в битве при Акции на стороне Марка Антония. После поражения признаёт Октавиана. Октавиан обновляет состав легиона, избавляясь от людей, воевавших с Марком Антонием, и расселяет ветеранов легиона в окрестностях Патры (Греция). Однако в лагере легиона всё равно вспыхивает мятеж. Мятеж подавляют, а легион лишают когномена, то есть фактически расформировывают. Из лояльных солдат легиона, а также солдат других легионов создают новый легион под наименованием X Gemina («Близнецы»). Этот когномен означает, что легион, скорее всего, создан из двух других. Первый — Equestris. Второй — неизвестен.
После переформирования Октавиан размещает легион в Петавонии (совр. Росинос де Видриалис, Испания) в Тарраконской Испании. С 25 по 13 гг. до н. э. легион принимает участие в кантабрийских войнах. Легионеры были в числе первых жителей Мериды, Кордовы и Сарагосы.
Скорее всего до 63 года легион оставался в Испании, когда был переведён в Карнунт (совр. Петронель-Карнунт, Австрия) в Паннонию на замену XV легиону, ушедшему с Корбулоном в Парфию.
В 70 году под командованием Квинта Петиллия Цериалиса участвует в подавлении батавского восстания. Там легион отбивает Аренак (совр. Арнем, Нидерланды), где располагается лагерем. Позже лагерь переносят к востоку от Новиомага (Неймеген, Нидерланды), где легион занимается охраной пленных.
В 89 выступил на стороне Домициана против Сатурнина, за что получил титул Pia Fidelis Domitiana («Верный и преданный Домициану»).
В конце I века находится в Кёльне, где занимается строительством укреплений вдоль Рейна.
В 103 году легион переводят в Аквинк (совр. Будапешт, Венгрия), а в 114 году в Виндобону (совр. Вена, Австрия).
В 132 году подразделение легиона было направлено на подавление восстания Бар-Кохбы.
Во время правления Антонина Пия подразделение легиона участвовало в кампании в Мавретании.
В 193 году поддержал Септимия Севера.
В третьем веке легион получает титулы Pia Fidelis от Каракаллы или Гелиогабала (Antoniniana), Максимина (Maximiniana), Гордиана III (Gordiana), Деция (Deciana), Флориана (Floriana), Карина (Cariniana). Титулы были даны за участие в германских кампаниях этих императоров, а также в кампании против сасанидов Гордиана III.

## Расформирование
Последние записи о легионе относятся к началу V века, когда он всё ещё стоял лагерем в Вене. Вероятно, что тогда же он и прекратил своё существование.